# Eduard Abadal
Eduard Abadal Almendros (Barcelona, España, 21 de agosto de 1967) es un exfutbolista español que se desempeñaba como guardameta.

## Clubes
| Club                   | País   | Año       |
| ---------------------- | ------ | --------- |
| FC Barcelona C         | España | 1984-1989 |
| R. C. D. Mallorca      | España | 1988-1989 |
| CF Joventut Mollerussa | España | 1989-1991 |
| UE Sant Andreu         | España | 1991-1993 |
| C. F. Extremadura      | España | 1993-1997 |